# Sceloenopla cincta
Sceloenopla cincta es una especie de insecto coleóptero de la familia Chrysomelidae. Fue descrita científicamente en 1905 por Weise.